# Сафонов, Александр Александрович
Александр Александрович Сафонов (укр. Олександр Олександрович Сафонов; род. 17 декабря 1991, Знаменка, Кировоградская область) — украинский футболист, защитник

## Биография
Александр Сафонов родился в Знаменке Кировоградской области. Начинал заниматься футболом сначала в кировоградской футбольной школе «Олимпик», позднее в александрийской ДЮФК «Аметист-2001». Взрослую карьеру Александр Сафонов начинал в любительской команде «Александрия-Аметист» в 2008 году, где играл до 2011 года. У 2009 году играл в Кубке Лиги за команду «Александрия-2». В начале сезона 2011/12 годов Сафонов став игроком команды Премьер-лиги ПФК «Александрия», где играл лишь за дублирующий состав. В начале 2012 года футболист вернулся на любительский уровень, играл сначала за команду «Буревестник» (Петрово), избирался капитаном команды. Затем Сафонов перешёл в другой любительский клуб «Агрофирма „Пятихатская“», который позднее был переименован в «Ингулец». В начале 2015 года футболист стал игроком команды второй лиги «Черкасский Днепр», с которым становился победителем турнира второй лиги, а в следующем сезоне — серебряным призёром первой лиги. В начале следующего сезона Александр Сафонов перешёл в другой клуб первой лиги — МФК «Николаев», за который сыграл 6 матчей чемпионата. В «Николаеве» Сафонова обвиняли в «сдаче матча» и проверяли на «детекторе лжи»: в матче против «Вереса» Александр вышел на замену и, нарушив правила, заработал пенальти в свои ворота. После обвинений игрок сам предложил пройти проверку на полиграфе. Проверку Сафонов прошёл, но впоследствии сменил клуб. На рубеже 2016—2017 годов Сафонов играл за футзальний клуб «Новая Полиция» из Кропивницкого.
В январе 2017 года Александр Сафонов прибыл на просмотр в клуб высшей лиги Белоруссии «Слуцк» из одноимённого города, и в феврале того же года подписал с белорусским клубом контракт. Украинский футболист быстро завоевал место в основе команды, сыграв 28 матчей в чемпионате Белоруссии, но после окончания сезона покинул клуб.
В декабре 2017 года Александр Сафонов вернулся на Украину, и вскоре заключил контракт с командой первой лиги «Волынь» из Луцка. Дебютировал Сафонов в новой команде 24 марта 2018 года в матче с «Нефтяником». Сыграв за «Волынь» 11 матчей, футболист перешёл в команду второй лиги «Черкащина-Академия».